# Louis Anquetin

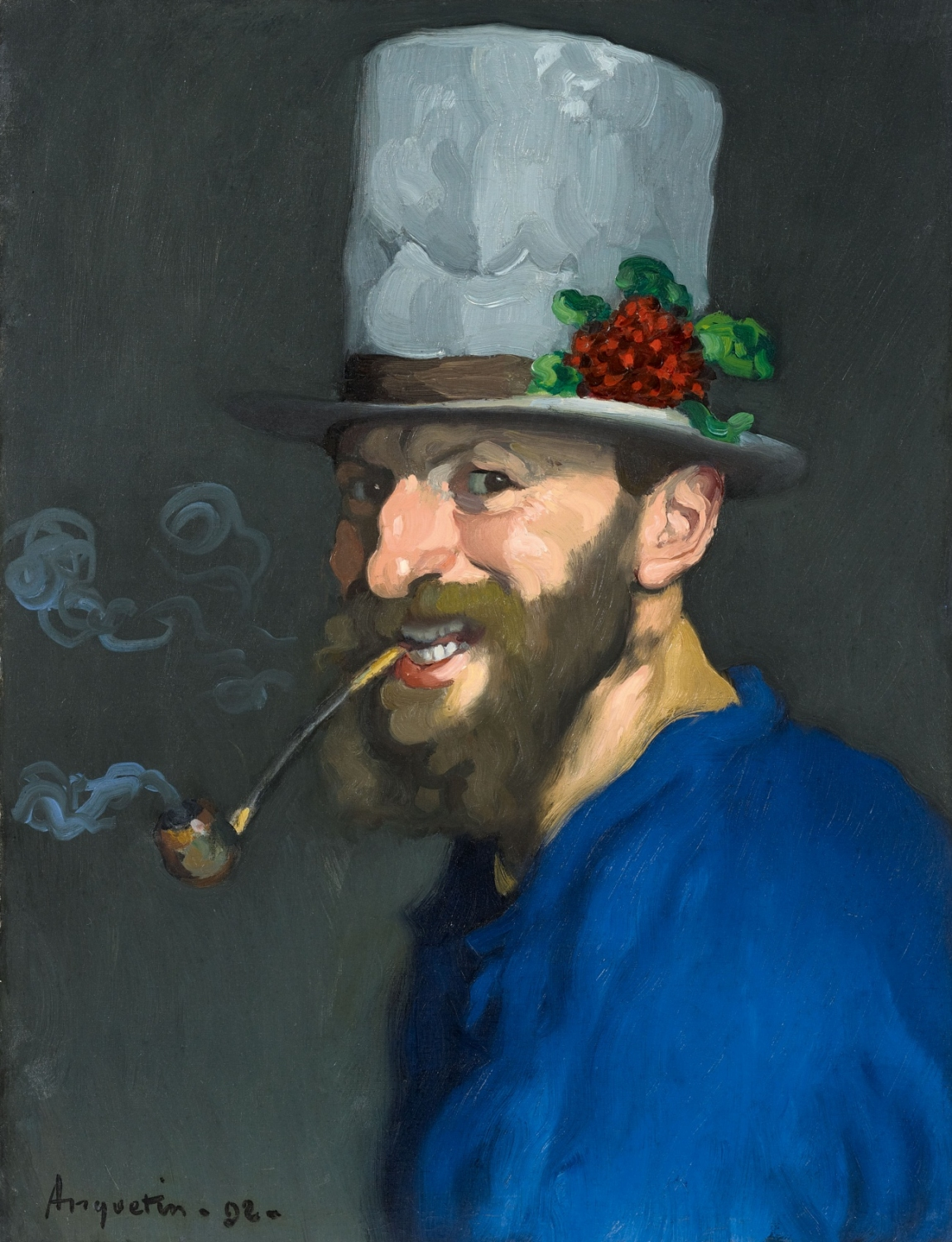
Louis Émile Anquetin — Autoportrait à la pipe – Autoportrt cu pipă, 1892

Louis Émile Anquetin (n. 26 ianuarie 1861 – d. 19 august 1932) a fost un artist vizual francez, desenator, acuarelist, litograf, cunoscut mai ales ca pastelist și pictor în medii clasice.

## Biografie
Anquetin s-a născut în localitatea Étrépagny (din Normandia, Franța) și a fost educat la Lycée Pierre Corneille din Rouen.
În 1882 a venit la Paris și a început să studieze artele vizuale la atelierul lui Léon Bonnat, unde l-a cunoscut pe Henri de Toulouse-Lautrec. Cei doi artiști s-au mutat ulterior în studioul lui Fernand Cormon, unde s-au împrietenit cu Émile Bernard și Vincent van Gogh.
În jurul anului 1887, Anquetin și Bernard au dezvoltat un stil de pictură care folosea regiuni plate de culoare și contururi groase, negre, asemănătoare ramelor. Acest stil, numit cloisonnism de către criticul Édouard Dujardin, a fost inspirat atât de vitralii, cât și de maniera tehnică japoneză cunoscută ca ukiyo-e. Un astfel de exemplu, în acest sens, poate fi văzut în lucrarea „Avenue de Clichy – Cinq heures du soir” (Avenue de Clichy – ora cinci după-amiază), exemplu folosit argumentat - de dr. Bogomila Welsh-Ovcharov - ca fiind de inspirație pentru faimoasa „Terrasse du café le soir,” din 1888, a lui Van Gogh.

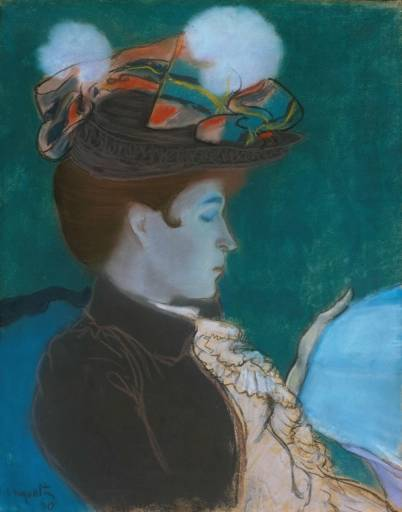
Reading Woman, 1890, pastel on paper

În cele din urmă, Anquetin a ieșit din sfera de interes a publicului larg, ca urmare a abandonării realizării de lucrări în stilul mișcărilor moderne timpului său. Artistul a preferat, în schimb, să studieze metodele Vechilor Maeștri. Astfel, lucrările lui Anquetin de la mijlocul anilor 1890, cum ar fi „Rinaldo și Armida”, au fost în special de natură rubensiană și alegorică.

## Operă

### Acuarele, desene, pasteluri
- Autoportret – Desen în cerneală, înălțime - 20 cm × lățime - 19 cm
- Nasul lui Pegasus, aripi, coamă în vânt (Pégase cabré, ailes déployées, crinière au vent) – creion, cerneală neagră și maro; înălțime - 14.8 cm × lățime - 2 cm; (Studiu al lui Shakespeare din 1920, donație a doamnei Versin (din 1951) pentru Muzeul Luvru)

## Galerie

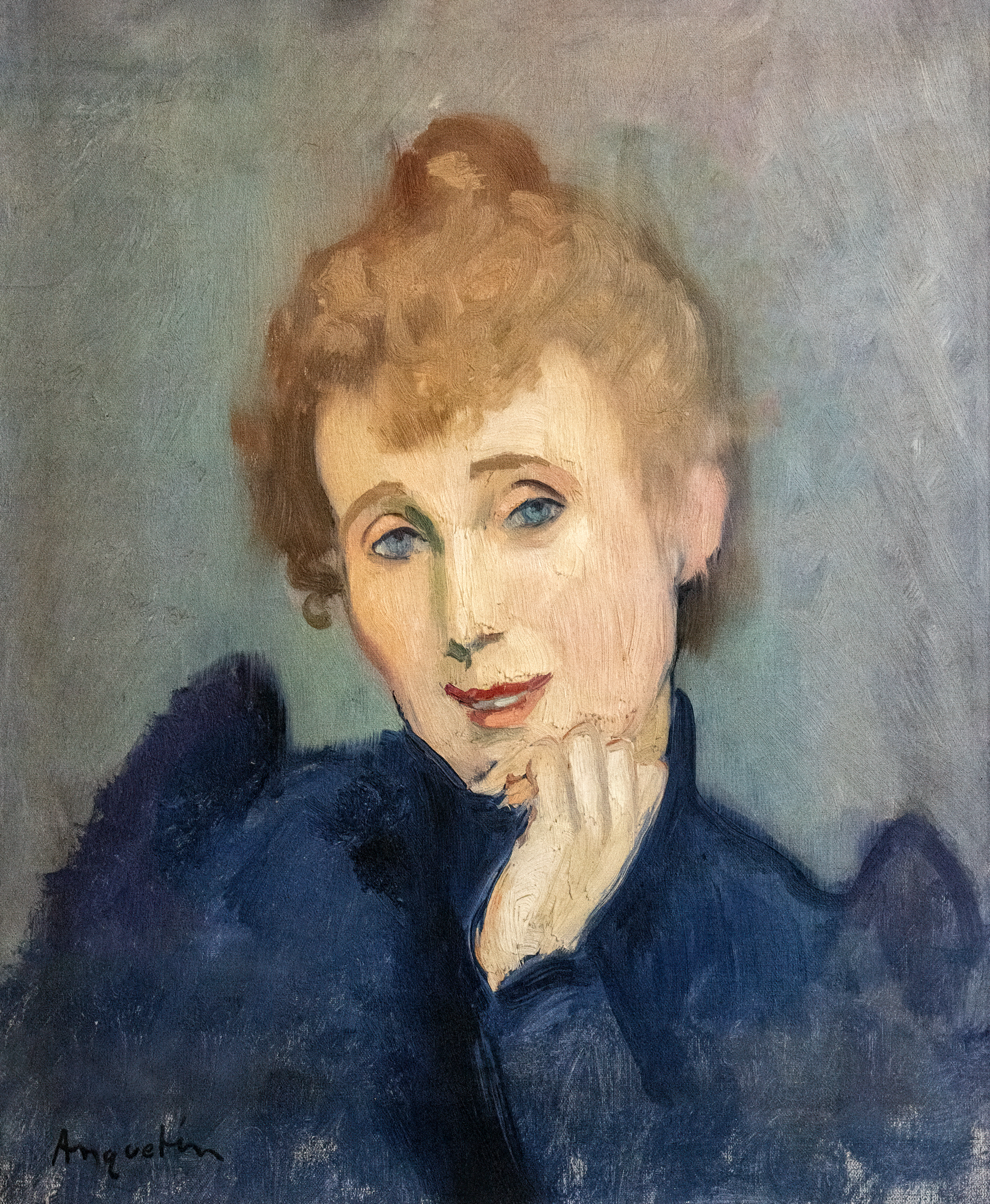
Yvette Guilbert (1893) Musée Toulouse-Lautrec Albi
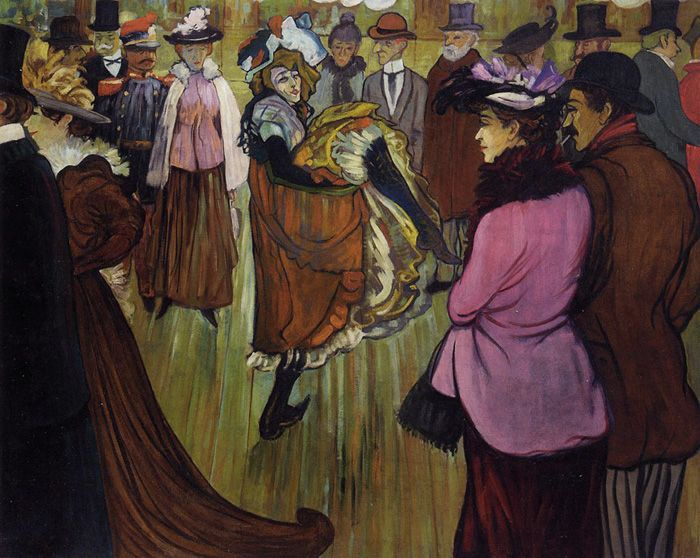
Moulin Rouge, 1893
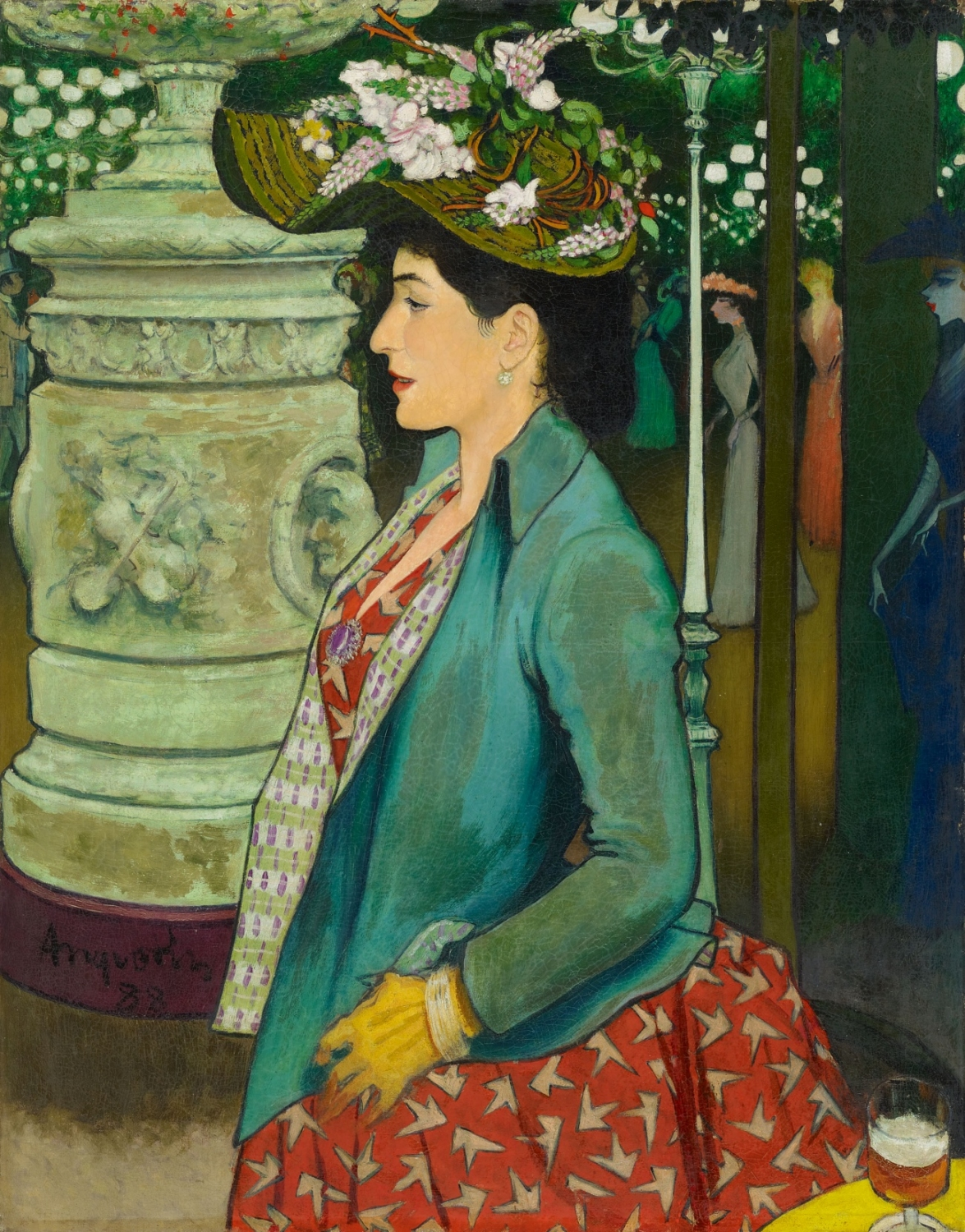
Elégante de profil au Bal Mabille, 1888
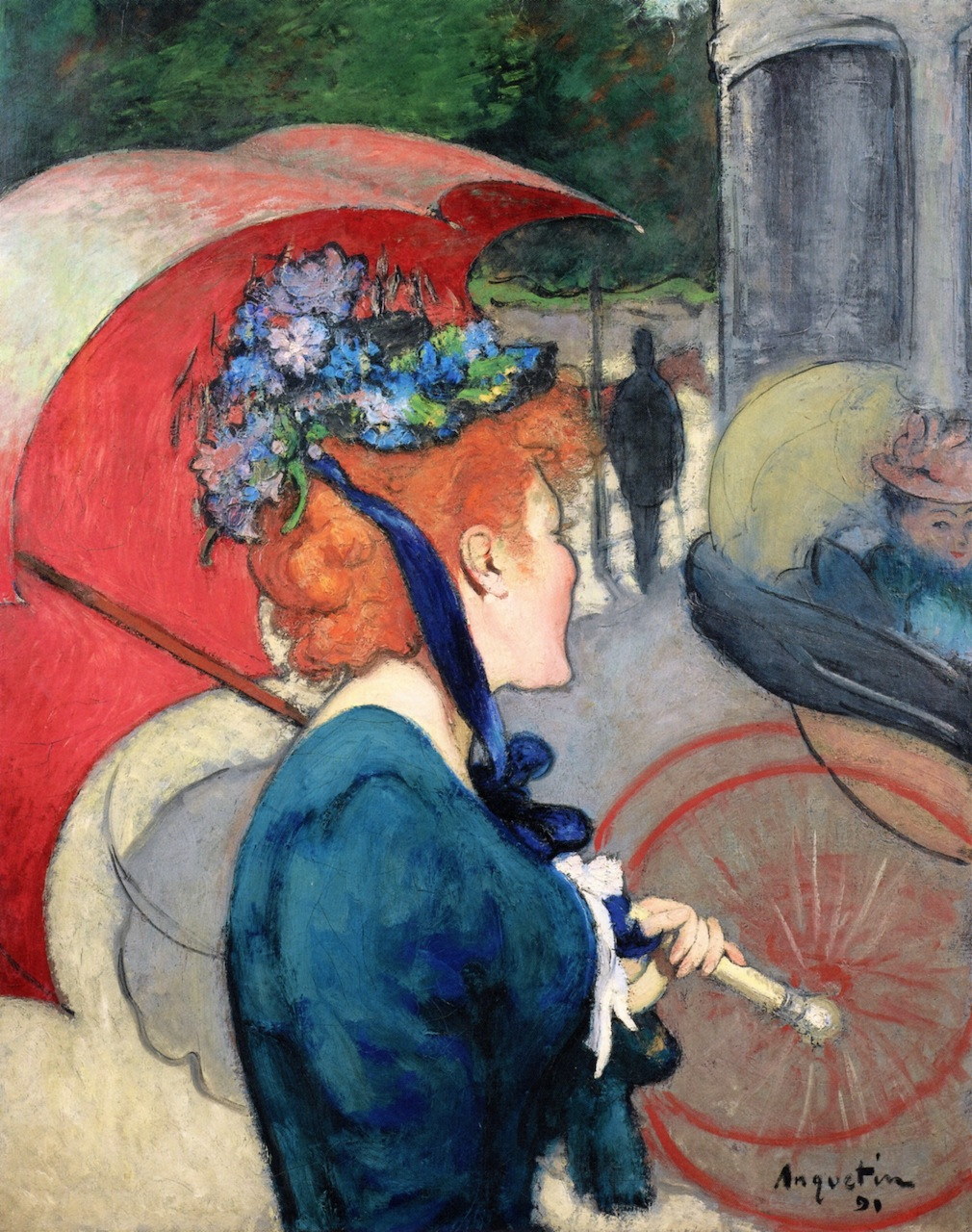
Femeie cu umbrelă, 1891
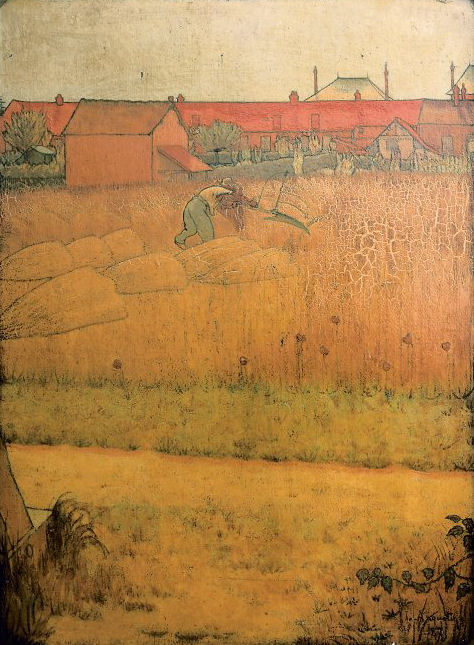
Cosaș, 1887
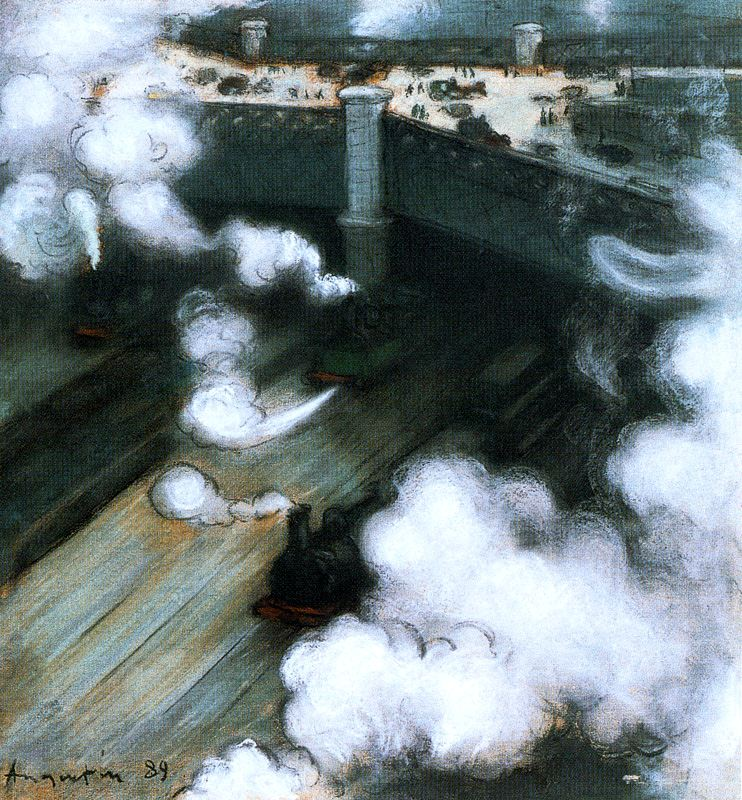
Le pont de l'Europe, 1889, pastel pe hârtie
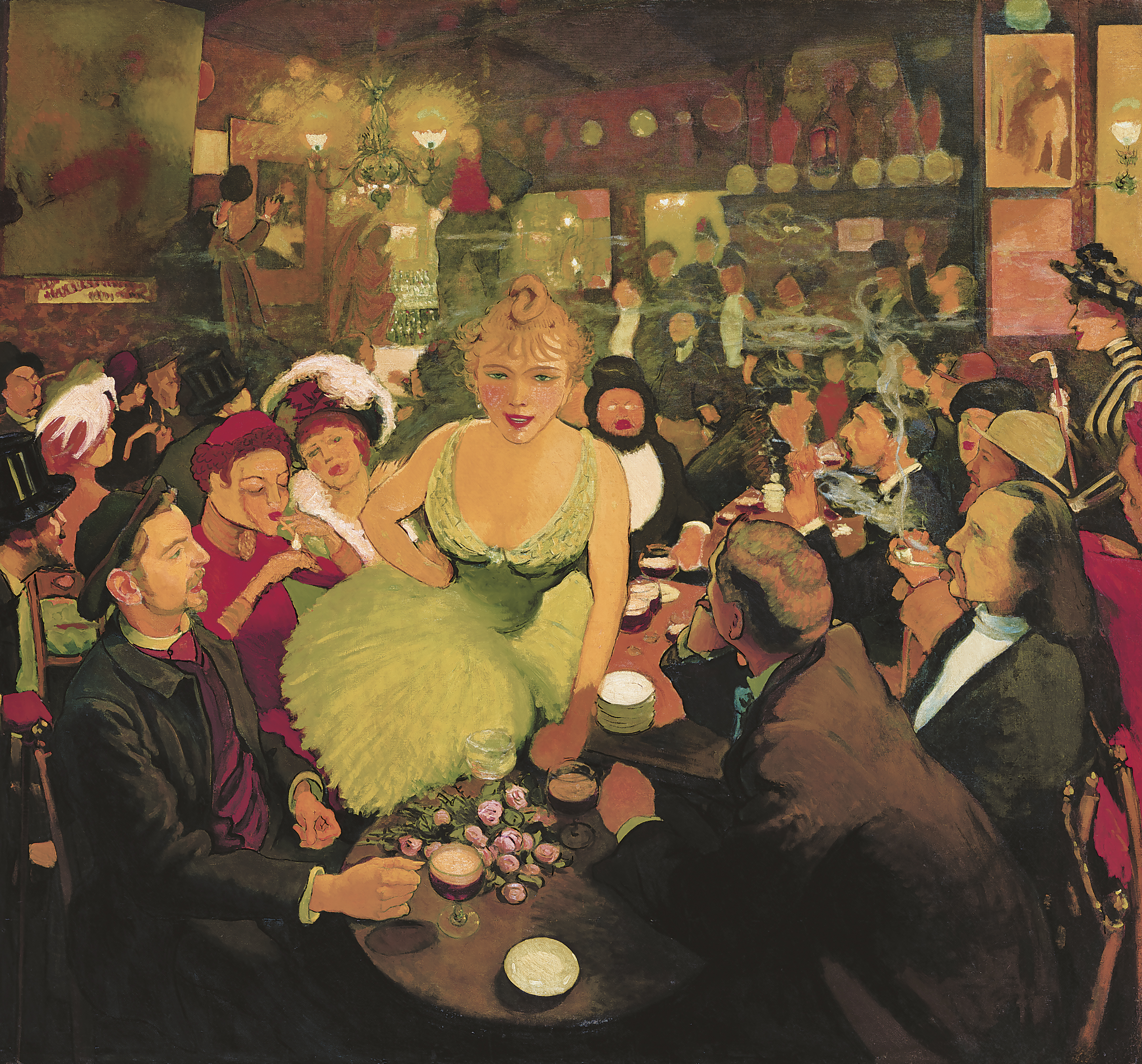
Inside Bruant's Mirliton, 1886 - 1887
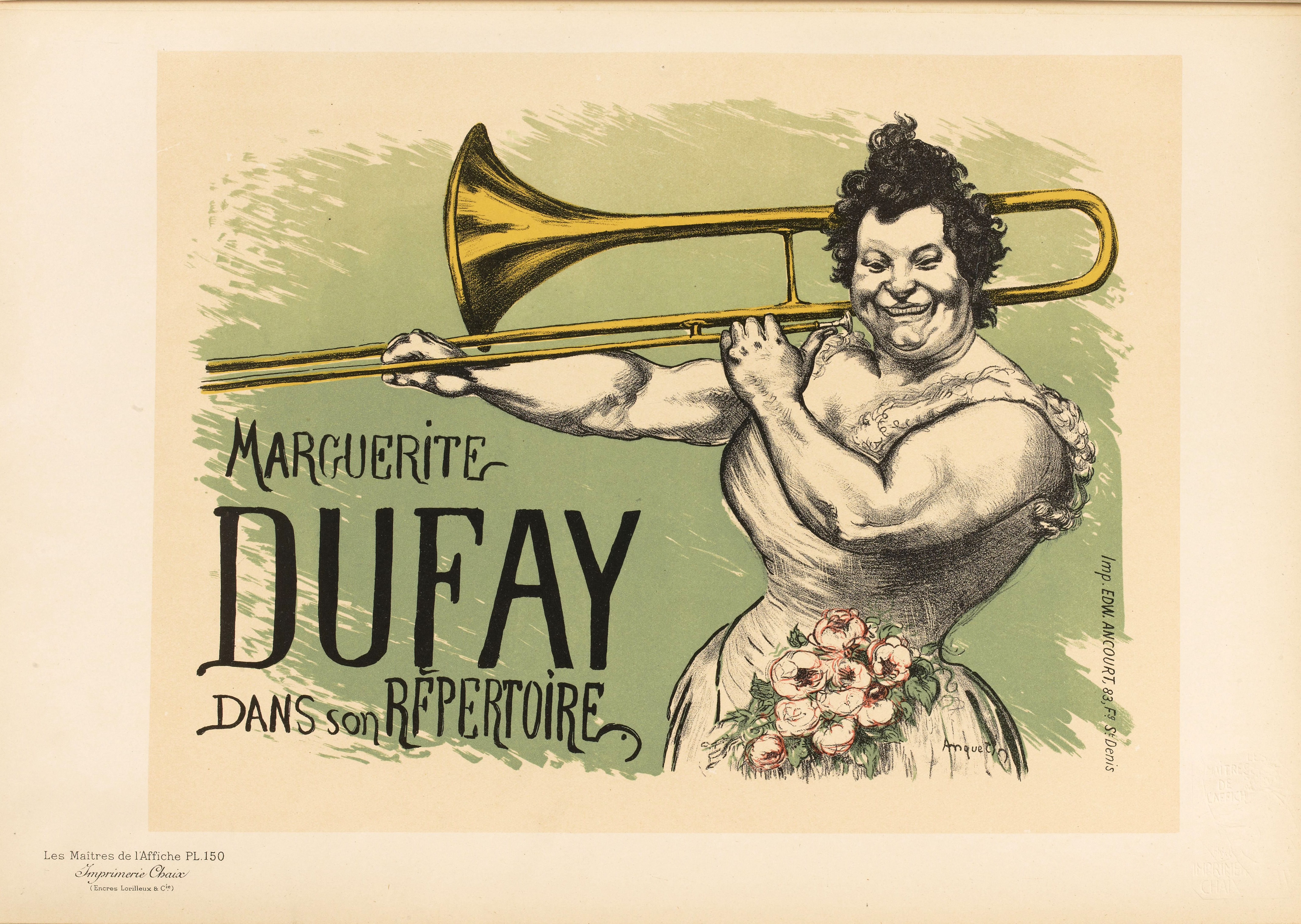
Poster din expoziția Les Maîtres de l'Affiche